# 168-й меридіан західної довготи
168-й меридіан західної довготи — лінія довготи, що лежить на 168 градусів західніше Гринвіцького меридіана. Вона проходить від Північного полюса через Північний Льодовитий океан, Північну Америку, Тихий океан, Південний океан та Антарктиду до Південного полюса.
168-й меридіан західної довготи формує велике коло разом із 12-тим меридіаном східної довготи.

## Список географічних об'єктів, що перетинає 168° зх. д.
Починаючи на Північному полюсі та рухаючись до Південного полюса, 168-й меридіан західної довготи проходить через:
| Координати                                                   | Країна, територія або море | Примітки                                                  |
| ------------------------------------------------------------ | -------------------------- | --------------------------------------------------------- |
| 90°0′ пн. ш. 168°0′ зх. д. / 90.000° пн. ш. 168.000° зх. д.  | Північний Льодовитий океан |                                                           |
| 71°49′ пн. ш. 168°0′ зх. д. / 71.817° пн. ш. 168.000° зх. д. | Чукотське море             |                                                           |
| 66°33′ пн. ш. 168°0′ зх. д. / 66.550° пн. ш. 168.000° зх. д. | Берингове море             |                                                           |
| 65°43′ пн. ш. 168°0′ зх. д. / 65.717° пн. ш. 168.000° зх. д. | США                        | Аляска — проходить через півострів Сьюард                 |
| 65°33′ пн. ш. 168°0′ зх. д. / 65.550° пн. ш. 168.000° зх. д. | Берингове море             | Проходить східніше острова Кінг[en], Аляска, США          |
| 53°33′ пн. ш. 168°0′ зх. д. / 53.550° пн. ш. 168.000° зх. д. | США                        | Аляска — проходить через острів Умнак                     |
| 53°19′ пн. ш. 168°0′ зх. д. / 53.317° пн. ш. 168.000° зх. д. | Тихий океан                | Проходить східніше атола Розе[en], Американське Самоа     |
| 60°0′ пд. ш. 168°0′ зх. д. / 60.000° пд. ш. 168.000° зх. д.  | Південний океан            |                                                           |
| 78°28′ пд. ш. 168°0′ зх. д. / 78.467° пд. ш. 168.000° зх. д. | Антарктида                 | Проходить через Територію Росса (претендує Нова Зеландія) |